# 락 오브 에이지
락 오브 에이지(Rock of Ages)는 2012년 개봉한 미국의 뮤지컬 코미디 영화이다.

## 줄거리
1987년 로스앤젤레스, 가수를 꿈꾸며 오클라호마에서 온 셰리 크리스천은 가방을 도둑맞지만 바텐더 드류 볼리의 도움으로 '버번 룸'이라는 클럽에서 웨이트리스로 일하게 된다. 클럽이 세금 문제로 어려움을 겪자, 클럽 주인 데니스 듀프리와 그의 오른팔 로니 바넷은 마지막 공연을 앞둔 거만하고 자기중심적인 록스타 스테이시 잭스를 섭외한다. 한편, 드류는 셰리에게 록스타의 꿈을 이야기하지만 무대 공포증이 있다는 사실을 고백한다. 스테이시의 공연 소식을 들은 시장의 보수적인 아내 패트리샤 휘트모어는 클럽 앞에서 시위를 벌인다.
드류와 셰리는 할리우드 사인을 배경으로 데이트를 하고, 드류는 셰리를 위한 노래를 쓰고 있다고 밝힌다. 아스날의 마지막 공연 날, 오프닝 공연이 취소되자 셰리는 드류의 밴드 '볼프강 본 콜트'를 추천한다. 스테이시의 매니저 폴 길은 롤링 스톤 기자 콘스탄스 색과 인터뷰를 주선한다. 콘스탄스는 스테이시의 문제를 언급하며 아스날에서 쫓겨났다는 루머를 제기하지만, 스테이시는 이를 부인한다. 스테이시는 셰리를 시켜 술을 가져오게 하고, 콘스탄스와 서로에게 끌려 관계를 맺으려다 스테이시가 노래를 부르자 콘스탄스는 수치심을 느끼며 떠난다. 셰리가 들어오면서 스테이시와 부딪히고, 드류는 이 상황을 오해하여 분노한다. 드류는 오프닝 공연에서 자신의 감정을 담아 노래하고, 셰리와 헤어진 후 버번 룸을 떠난다. 드류의 공연에 감명받은 폴은 드류에게 음반 계약을 제안하고, 아스날은 마지막 노래를 부른다. 드류의 활약으로 버번 룸은 3만 달러가 넘는 수익을 올리지만, 폴은 스테이시의 몫이라며 돈을 가져간다.
셰리는 스트립 클럽 '비너스 클럽'으로 피신하여 댄서로 일할 것을 제안받지만 웨이트리스로 일한다. 드류는 폴과 계약하고 보이 밴드 '더 지 가이즈'의 멤버가 되고, 셰리는 비너스 클럽에서 댄서로 일하게 된다. 데니스는 클럽이 문을 닫을까 걱정하고, 로니는 데니스에게 사랑을 고백하고 데니스도 이에 화답한다. 셰리는 할리우드 사인에서 드류와 재회하지만, 둘 다 삶이 뜻대로 풀리지 않았음을 알게 된다. 셰리는 스테이시와 잠자리를 하지 않았다고 고백하고, 오클라호마로 돌아갈 것이라고 말한다. 드류는 셰리의 훔친 음반들이 음반 가게에서 팔리는 것을 보고, 셰리를 위해 모두 구입하여 비너스 클럽에 전달한다. 드류의 선물에 감동한 셰리는 드류에 대한 사랑을 다시 깨닫고, 버번 룸으로 향한다.
스테이시는 콘스탄스에 대한 감정을 깨닫고 롤링 스톤에 연락하여 콘스탄스가 버번 룸에서 공연을 취재한다는 사실을 알게 된다. 스테이시는 버번 룸으로 달려가고, 로니는 패트리샤의 시위대에 맞서 싸운다. 스테이시는 패트리샤가 과거 아스날의 팬이었다는 것을 알게 되고, 폴을 해고하고 돈을 데니스에게 돌려준다. 드류의 보이 밴드는 관객들의 야유를 받지만, 드류는 셰리를 발견하고 무대를 떠난다. 드류와 셰리는 화해하고, 드류는 폴을 해고한다. 셰리는 볼프강 본 콜트와 재결합하고, 드류는 셰리를 위해 썼던 노래를 함께 부른다. 스테이시는 화장실에서 콘스탄스와 관계를 가지면서도 노래에 감동을 받는다.
8개월 후, 스테이시는 아스날에 재합류하고 드류, 셰리와 함께 다저 스타디움에서 공연을 펼친다. 데니스, 로니, 저스티스, 임신한 콘스탄스, 록앤롤 팬으로 돌아온 패트리샤가 그들의 공연을 지켜본다.

## 캐스팅
- 줄리안 허프 - Sherrie Christian
- 디에고 보네타 - Drew Boley
- 톰 크루즈 - Stacee Jaxx
- 러셀 브랜드 - Lonny Barnett
- 폴 지아매티 - Paul Gill
- 캐서린 지타존스 - Patricia Whitmore
- 메리 J. 블라이즈 - Justice Charlier
- 말린 오커만 - Constance Sack
- 알렉 볼드윈 - Dennis Dupree
- 브라이언 크랜스턴 - Mike Whitmore
- 제임스 마틴 켈리 - Doug Flintlock
- 윌 포르테 - Mitch Miley